# Йоахім Потоцький (підчаший)
Йоахім Кароль Потоцький гербу Золота Пилява (пол. Joachim Karol Potocki; 1710 або 1725 — 1791/перед 1796) — польський шляхтич, воєначальник, державний діяч, генеральний регіментар Барської конфедерації.

## Життєпис
Про народження Йоахіма Потоцького майже нічого невідомо. Науковці й досі не можуть визначити його дату народження. Він міг народитися або 1710, або 1725 року.
24 квітня 1768 р. Йоахім Потоцький в Підгайцях закликав галицьку шляхту «обдумувати рятунок віри і вітчизни», 26 квітня утворено конфедерацію Галицької землі на чолі з маршалком Мар'яном Потоцьким (черкаський, грабовецький староста, молодший брат Евстахія). Тут зробив свою головну штаб-квартиру, отримав титул маршалка воєводств Брацлавського, Київського, Руського, Волинського, Подільського, Чернігівського, й став генеральним регіментарем. Наприкінці квітня біля Бучача опанував кінний регімент гетьмана Вацлава Пйотра Жевуського, а на початку травня у Бережанах забрав декілька гармат(точна кількість невідома), багато амуніції та надвірну піхоту Августа Чарторийського. 11 травня під Підгайцями атакував частину російського війська (командир — полковник Вайсман), що складалося з 400 вершників, однак зазнав поразки. Перебрався до Городенки, потім на Буковину. Росіяни захопили його маєтки, потім жорстоко пограбували і знищили. 22 травня 1768 р. очолював військо, яке складалося з 400 вояк, здійснивши напад на Снятин.
У 1750 році продав Еліяшівку з прилеглими селами (Брацлавщина), 1761 р. продав Городище (Луцький повіт Волинського воєводства). У березні-квітні 1773 р. в Мюнхені врегульовував маєткові справи з Іґнацієм (старостою канівським) та Пйотром (старостою щирецьким, зятем) Потоцькими. На початку 1779 року повернувся додому. Після відставки з посади литовського підчашого присвятив себе родині. В основному проживав на території Мурафі Брацлавського воєводства (мав місто і 8 фільварків, які отримав 1758 року від стрия Міхала Францішека — старости теребовлянського). 1787 р. австрійський уряд надав йому маєтки старостинські в любуські, освєнцимські, городельські замість солеварень у Дунаєві та Болехові (Львівська земля). Після смерті 10 лютого 1790 року подільського воєводи Яна Якуба Замойського, Йоахім Потоцький безуспішно намагався очолити цю посаду. Влітку 1763 р. останнім з поляків з рук короля Августа III отримав орден Білого Орла.
21 лютого 1791 р. склав заповіт, за яким Мурафу записав дружині Анні. Помер у травні 1791 р. в Мурафі, був похований у костелі домініканів у Мурафі в підготовленому за життя склепі.

### Маєтності, меценат
- Після Миколи Василя Потоцького став дідичем Городенки[6] 1780 року, як дідич підтвердив міські права Будзанова[7].
- 62 000 золотих на своїх маєтностях Городенці та околицях для діяльности семінарії дієцезіяльної при кляшторі (монастирі) оо. Місіонарів у Городенці.[8]
- Кошти на виготовлення органу для костелу Внебовзяття Пресвятої Діви Марії в Теребовлі львівськими майстрами Стефаном Уніцьким, Францішеком Енджеєвським у 1759 році,[9] ймовірно, кошти для виготовлення другого годинника для костелу в 1750 році[10].

### Посади
31 жовтня 1769 р. в Бялій став коронним генеральним регіментарем. Підчаший литовський з 3 лютого 1763 p. по 1780 р., шеф кінного реґіменту імени королеви Ядвиги, староста ґжибовський, теребовельський (став 1758 р. за консенсом короля після стрийка Міхала Францішека).

### Сім'я
Був двічі одружений. Перша дружина: донька генерал-майора військ литовських, підскарбія надвірного литовського Юзефа Францішека Сапеги Тереза (розведена в 1745 році з першим чоловіком — підчашим литовським Геронімом Флоріаном Радзивіллом, пом. 1777). Діти:
- Кристина — дружина Францішека Пйотра Потоцького — старости щирецького, шефа реґіменту Потоцьких[16]
- Йоанна — дружина дідича Бучача Яна Потоцького. Обидві доньки стали дружинами синів львівського каштеляна Юзефа Потоцького[джерело?].

Друга дружина — Анна Саломея з Ґрохольських (донька брацлавського воєводи Марціна Ґрохольського,). Дітей не мали. Молодша приблизно на 50 років, разом з нею 19 травня 1787 p. вітав у Тульчині короля, який повертався з Канева).